# Aleh Wialiczka
Aleh Iwanawicz Wialiczka (biał. Алег Іванавіч Вялічка, ros. Олег Иванович Величко, Oleg Iwanowicz Wieliczko; ur. 6 marca 1959 w Mosiewiczach w rejonie prużańskim) – białoruski lekarz, w latach 2004–2012 deputowany do Izby Reprezentantów Zgromadzenia Narodowego Republiki Białorusi III i IV kadencji.

## Życiorys
Urodził się 6 marca 1959 roku we wsi Mosiewicze, w rejonie prużańskim obwodu brzeskiego Białoruskiej SRR, ZSRR. Ukończył Grodzieński Państwowy Instytut Medyczny, uzyskując wykształcenie lekarza chirurga, lekarza organizatora ochrony zdrowia wyższej kategorii kwalifikacyjnej. Pracował jako lekarz internista, lekarz traumatolog, lekarz chirurg Brzeskiego Szpitala Miejskiego Pogotowia Ratunkowego, główny lekarz Brzeskiej Polikliniki Nr 1, główny lekarz Brzeskiego Szpitala Miejskiego Pogotowia Ratunkowego.
16 listopada 2004 roku został deputowanym do Izby Reprezentantów Zgromadzenia Narodowego Republiki Białorusi III kadencji z Brzeskiego-Zachodniego Okręgu Wyborczego Nr 1. Pełnił w niej funkcję przewodniczącego Stałej Komisji ds. Ochrony Zdrowia, Kultury Fizycznej, Rodziny i Młodzieży. 27 października 2008 roku został deputowanym do Izby Reprezentantów IV kadencji z tego samego okręgu. Pełnił w niej funkcję przewodniczącego tej samej komisji. Od 13 listopada 2008 roku był członkiem Narodowej Grupy Republiki Białorusi w Unii Międzyparlamentarnej. Jego kadencja w Izbie Reprezentantów zakończyła się 18 października 2012 roku.

## Odznaczenia
- Medal „Za Zasługi w Pracy” (6 grudnia 2011)[6];
- Medal „90 Lat Sił Zbrojnych Republiki Białorusi” (Białoruś);
- Medal „90 Lat na straży granic” (Białoruś);
- Medal „Drzewo życia” (Zgromadzenie Międzyparlamentarne Państw – członków Wspólnoty Niepodległych Państw);
- Gramota Pochwalna Zgromadzenia Narodowego Republiki Białorusi;
- Gramota Pochwalna Rady Ministrów Republiki Białorusi;
- Gramota Pochwalna Ministerstwa Sportu i Turystyki Republiki Białorusi;
- Gramota Pochwalna Ministerstwa Zdrowia Republiki Białorusi;
- Odznaka „Wybitny Pracownik Ochrony Zdrowia Republiki Białorusi”[1].

## Życie prywatne
Aleh Wialiczka jest żonaty, ma córkę.